# Bazoges-en-Pareds
Bazoges-en-Pareds is een gemeente in het Franse departement Vendée (regio Pays de la Loire) en telt 1053 inwoners (1999). De plaats maakt deel uit van het arrondissement Fontenay-le-Comte.

## Geografie
De oppervlakte van Bazoges-en-Pareds bedraagt 34,0 km², de bevolkingsdichtheid is 31,0 inwoners per km².
De onderstaande kaart toont de ligging van Bazoges-en-Pareds met de belangrijkste infrastructuur en aangrenzende gemeenten.

## Demografie
Onderstaande figuur toont het verloop van het inwonertal (bron: INSEE-tellingen).